# Grego moderno
O grego moderno (Νέα Ελληνικά ou Νεοελληνική), historicamente conhecido por  Ρωμαίικα [romaico] refere-se ao quinto estado de evolução da língua grega, isto é, ao grego falado em nossos dias. Atualmente, o grego é falado por cerca de 13 milhões de pessoas no mundo, com a maior parte dos falantes na Grécia e no Chipre, mas também é falado por imigrantes e comunidades minoritárias em outros países. O chamado grego moderno se origina no período em que ocorre a queda do Império Bizantino, em 1453, este um marco histórico que é tido por muitos como o ponto onde termina a Idade Média e começa a Idade Moderna, embora, rigorosamente, se deva reconhecer que a origem dessa nova forma de grego teve início no século XI. Desde então, a língua permaneceu numa situação de diglossia, com dialetos regionais que coexistiam com as outras formas. Notavelmente, essa condição de estendeu até o século XX, com uma versão reconstruída do grego antigo denominada katharevousa (ou catarévussa). A catarévussa foi concebida para se eliminar do grego os aportes estrangeiros, sem, contudo, ter de se resgatar características dos dialetos do período do grego antigo.

## Classificação
O grego forma um ramo independente das línguas indo-europeias. Entre as formas sobreviventes do grego, à excepção do dialecto tsakoniano, todas são descendentes da linguagem comum supra-regional (coiné) que era falada na Antiguidade tardia. Nesse caso, podem ser consideradas como descendentes do ático, o dialecto falado na região circundante de Atenas na era clássica. O já referido dialecto tsakoniano, que é falado actualmente numa comunidade do Peloponeso, é descendente do antigo dialecto dórico. Alguns dos outros dialectos preservaram elementos dos dialectos não áticos, mas o coiné ático é, apesar de tudo, considerado por muitos estudiosos a principal origem destes dialectos.

## Distribuição geográfica
O grego moderno é falado por cerca de 14 a 17 milhões de pessoas, principalmente na Grécia e no Chipre. Há também falantes do grego nos países vizinhos, Albânia, Bulgária e Turquia, assim como em vários países na região do Mar Negro (Ucrânia, Rússia, Geórgia, Armênia) e ao redor do Mar Mediterrâneo (Sul da Itália, Israel e Egito). O idioma também é falado por comunidades de imigrantes gregos em diversos países da Europa Ocidental, América do Norte, Austrália, assim como na Argentina, Brasil e outros. Países com notável número de falantes de grego como língua estrangeira são a Sérvia, Albânia, Bulgária e Romênia.

## Estatuto Oficial
O grego é a língua oficial da Grécia, onde é falado por cerca de 99,5 % da população. É também uma das línguas oficiais do Chipre, juntamente com o turco e o inglês. Por decisão do Conselho da União Europeia, o grego é uma das línguas oficiais da União Européia (UE) desde 1981.
Regime linguístico da União Europeia - o Conselho estabelece as regras sobre o uso das línguas pelas instituições da UE, deliberando por unanimidade, por meio de regulamentos adotados por força do artigo 342.º do Tratado sobre o Funcionamento da União Europeia. As regras encontram-se enunciadas no Regulamento n.º 1, que refere que as instituições dispõem de 24 línguas oficiais e de trabalho.

## Variedades
Os principais dialectos do Grego Moderno são:
- Grego demótico (Δημοτική): Como é demonstrado nos poemas ptocoprodrómicos do século XI, este dialecto era a linguagem vulgar dos Bizantinos da Grécia, Ásia Menor e Constantinopla. O Grego Demótico é a língua oficial da Grécia e do Chipre, e é também denominado "Grego moderno comum" ou, menos precisamente, "Grego moderno". O Grego Demótico apresenta variedades regionais, que são diferentes entre si, embora não o suficiente para afectar a inteligibilidade mútua. Estas estão divididas em duas sub-categorias principais, nomeadamente, os dialectos do Norte e os dialectos do Sul.

Entre os dialectos do Norte encontram-se os dialectos da Rumélia, de Epiro, da Tessália, da Macedónia e da Trácia.
Os dialectos do Sul estão divididos em grupos, que incluem dialectos de:
1. Mégara, Egina, Atenas Clássica, Cime e Península de Mani
2. Peloponeso (excepto Mani), Cíclades, Creta, Ilhas Jónicas e Norte de Epiro
3. Dodecaneso e Chipre.

O Grego demótico é oficialmente ensinado usando a Ortografia Monotónica, desde 1982. A ortografia politónica continua popular nos círculos intelectuais.
- Katharevousa (Καθαρεύουσα): Um sociolecto semi-artificial promovido no século XIX quando da fundação do Estado Grego moderno, como compromisso entre o grego clássico e o demótico moderno. Foi o idioma oficial da Grécia moderna até 1976. O Katharevousa é escrito na Ortografia Politónica grega. No entanto, enquanto o Grego Demótico contém palavras derivadas do Turco, Italiano, Latim e outros idiomas, estes têm sido majoritariamente proscritos do Katharevousa.
- Grego tsakoniano (Τσακωνικά): Atualmente falado apenas em 10 vilas ao redor da cidade de Esparta na região da Lacónia no sul do Peloponeso. O Tsakoniano evoluiu diretamente do Laconiano (antiga língua espartana) e, por conseguinte, desce a partir da ramificação dórica da língua grega. Ele não tem a herança do Koiné helenístico e é significativamente diferente de todos os seus dialetos-filhos (como o Demótico e o Pôntico).
- Grego pôntico (Ποντιακά): Originalmente falado no Ponto, região da Ásia Menor, até que grande parte de seus falantes foi expulsa para a Grécia continental, durante a grande troca da população entre Grécia e Turquia, que seguiu à destruição de Esmirna. Descende do helenístico e do koiné medieval, mas preserva características do Jônico desde as antigas colonizações.
- Grego capadócio (Καππαδοκικά): Um dialeto com destino semelhante ao Pôntico. Descende diretamente das línguas Alexandrina e Bizantina, e seus falantes instalaram-se na Grécia durante as grandes mudanças de populações.
- Italiano do Sul(Κατωιταλικά ou Griko): Falado por cerca de 15 vilas nas regiões de Calábria e Apúlia. Este dialeto é o último traço vivo dos elementos helênicos no Sul da Itália, que outrora formou a Magna Grécia. Origina-se diretamente dos dóricos que colonizaram a área, procedentes de Esparta e Corinto em 700 a.C. e por isso deriva diretamente do ramo dórico do grego antigo. Evoluiu independentemente do Koiné helenístico, mas foi bastante influenciado pelo grego medieval, que deriva do grego ático. Assim, o griko e o moderno grego comum são mutuamente inteligíveis a certo nível, mas o primeiro partilha muitas características com o tsakoniano que também deriva do ramo dórico.
- Grego ievânico: Recentemente extinto, era falado pelos judeus romaniotas. Já estava em declínio quando a maior parte dos falantes morreu no Holocausto e os poucos remanescentes emigraram para Israel, onde adotaram o hebraico moderno.

## Demótico como grego moderno padrão (Koiné)
"Grego koiné moderno" (Κοινή Νεοελληνική) refere-se à linguagem popular de que foi escolhida como a língua oficial da Grécia e do Chipre. Em português, é habitualmente referido como "grego moderno". Na sua forma pura, é fundamentalmente falado nas regiões urbanas da Grécia, ao passo que as variações regionais da língua são o vernáculo da Grécia e da Diáspora em todo o mundo grego. O grego koiné moderno evoluiu a partir do sul dos dialetos demóticos, principalmente os do Peloponeso.
Em suma, o "grego koiné moderno" é a continuação natural do grego koiné - um dialeto grego antigo, também conhecido como a "língua alexandrina", que surgiu após as conquistas de Alexandre, o Grande, e da helenização do mundo conhecido. 
O grego koiné assimilou muitos elementos helénicos provenientes de outros dialetos, como o jônico, o dórico e o eólico, mas o seu núcleo foi o grego ático (o dialeto de Atenas). O koiné helenístico [helenístico?] foi falado em suas várias formas diferentes na Grécia e no restante do mundo conhecido, durante todo o Período Helenístico, períodos romanos e bizantinos, até que se tornou a língua popular na Idade Média.
Após a independência da Grécia do Império Otomano, o mesmo estatuto de dupla linguagem do falecido Império Bizantino foi re-adaptado. O discurso demótico (uma expressão semelhante a "popular") e o dialeto oficial Katharévousa ["purificado"]. O demótico era a língua de uso diário, e o katharévousa era uma forma arcaica, mais próxima do ático, utilizada para os documentos oficiais, a literatura, os escritos formais, dentre outros fins. Em 1976, o katharévousa foi substituído pelo demótico como a língua oficial do Estado Grego. Durante a sua longa história, o idioma grego havia assimilado vocábulos de outras línguas, como o latim, o italiano e o turco, e grande parte deles eram transcritos pelo "purificado" katharévousa.

## Fonologia
O grego sofreu uma série radical de alterações de pronúncia durante o período Koiné, tornando o sistema fonológico do grego moderno significativamente diferente do do grego antigo. Em vez do sistema de vogais do grego antigo, com quatro níveis de alturas das vogais, diferença de duração e múltiplos ditongos, o grego moderno tem um simples sistema de cinco vogais. Este fenómeno produziu-se na sequência de várias convergências, especialmente em direcção ao som /i/ (iotacismo. Nas consoantes, o grego moderno tem duas séries de fricativas em vez das plosivas sonoras e surdas aspiradas do grego antigo. Além disso, o grego moderno não tem distinção de duração, quer das vogais, quer das consoantes.

## Ortografia
As vogais gregas e sua pronúncia são: α /a/, ε /e/, η /i/, ι /i/, ο /o/, υ /i/, ω /o/. Existem também dígrafos vocálicos que correspondem a monotongos fonéticos:  αι /e/, ει /i/, οι /i/, ου /u/, υι /i/. Os três dígrafos αυ, ευ e ηυ são pronunciados /av/, /ev/ e /iv/,  excepto quando seguidos por consoante surda, onde são pronunciados  /af/, /ef/ e  /if/ respectivamente. Quando υ vem antes duma vogal (e não imediatamente após outra vogal), é pronunciado /j/.
O grego moderno tem quatro ditongos fonéticos reais: αη (ou άη) /aj/, αϊ (ou άι) /aj/, οη (ou όη) /oj/ e οϊ (ou όι) /oj/.
As letras gregas β, δ, θ e φ são pronunciadas /v/, /ð/, /θ/ e /f/, respectivamente. As letras ξ  e ψ pronunciam-se /ks/ e /ps/, respetivamente.
Tal como as letras latinas c e g, a pronúncia de algumas consoantes gregas varia, conforme as vogais que as sucedem. Assim, antes dos sons vocálicos /a/, /o/ e /u/, as letras γ, χ são pronunciadas /ɣ/ e /x/ respetivamente. Os dígrafos γγ and γκ são pronunciados /g/ em geral, mas /ŋɡ/ depois de vogal. Antes dos sons vocálicos /e/ e /i/ as letras γ, χ são pronunciadas /ʝ/ e /ç/, respetivamente. Os dígrafos γγ and γκ são pronunciados /ɟ/ em geral, mas /ŋɟ/ depois de vogal.

## Gramática
O Grego Moderno é ainda em grande parte uma linguagem sintética. É uma das poucas línguas indo-europeias que manteve uma sintética passiva. Mudanças notáveis na gramática (em comparação com o grego clássico) incluem a perda do caso dativo, do modo optativo, do infinitivo, do dual, e dos particípios (exceto o particípio passado), da adopção do gerúndio, da redução do número de declinações nos substantivos, bem como do número de formas distintas em cada declinação, da adoção das partículas modais: θα (uma contração de ἐθέλω ἵνα > θέλω να > θε' να > θα) para denotar os tempos futuro e condicional, da introdução do verbo auxiliar em formas de certos tempos, a extensão para o futuro da distinção aspectual entre o presente/imperfeito e aoristo; da perda da terceira pessoa do imperativo, e da simplificação do sistema de prefixos gramaticais, tais como aumentação e reduplicação. Alguns destes recursos são partilhados com outras línguas faladas na Península dos Balcãs.
Devido à influência da Katharévousa, no entanto, o demótico não é comumente utilizado em sua forma mais pura, e arcaísmos ainda são amplamente utilizados, especialmente na escrita e na fala mais formal, bem como em algumas expressões cotidianas como o dativo: εντάξει ("OK", literalmente "em ordem") ou a terceira pessoa imperativo ζήτω! ("Viva!").

## Sistema de escrita
O alfabeto grego consiste em 24 letras, cada uma com forma maiúscula e minúscula, e uma terceira variante do sigma, no final das palavras (ς).
O Grego Moderno é escrito no final da variante jônica do alfabeto grego. É considerado como o primeiro alfabeto no sentido estrito, dando representação plena de todas as vogais e consoantes, ao contrário de seu antecessor, o alfabeto fenício (também chamado de um "abjad"). Suas inscrições mais antigas datam do fim do século IX ou princípios do século VIII a.C.. Ele assumiu a sua forma final em Atenas em 403 a.C., e desalojou outras variantes regionais, devido à sua utilização para o Koiné ático, dialeto dominante durante a era helenística.
Para além das letras do alfabeto, o grego tem uma série de sinais diacríticos, a maioria dos quais foram eliminados da utilização oficial na Grécia, em 1982 já não correspondem à pronúncia moderna do idioma.

## Exemplos

### Algumas expressões e palavras comuns
- Grego (homem): Έλληνας, IPA /ˈelinas/
- grega (mulher): Ελληνίδα /eliˈniða/
- grego (língua): Ελληνικά /eliniˈka/
- Olá: γεια /ʝa/ (informal, literalmente "saúde"). formalmente seria: χαίρετε /ˈçerete/.
- Bom dia: καλημέρα /kaliˈmera/
- Boa tarde: καλησπέρα /kaliˈspera/
- boa noite: καληνύχτα /kaliˈnixta/
- Adeus: χαίρετε /ˈçereˌte/ (formal), αντίο /aˈdi.o/ (semi-formal), γεια σου /ˈʝasu/ ou γεια σας /ˈʝasas/ (informal)
- Por favor: παρακαλώ /parakaˈlo/
- Eu precisava de ____, por favor: θα ήθελα ____ παρακαλώ /θa ˈiθela ____ parakaˈlo/
- Desculpe: συγγνώμη /siˈɣnomi/
- Obrigado: σ' ευχαριστώ /s-efxariˈsto/
- Aquilo: αυτό /afˈto/, εκείνο /eˈcino/
- Isto: αυτό /afˈto/, (ε)τούτο /(e)ˈtuto/
- Quanto?: πόσο; /ˈposo/
- Quanto custa?: πόσο κοστίζει; /ˈposo koˈstizi/
- Sim: ναι /ne/
- Não: όχι /ˈoçi/
- Não entendo: δεν καταλαβαίνω /ˈðe(ŋ) ɡatalaˈveno/  ou /ˈðeŋ ɡatalaˈveno/
- Não sei: δεν ξέρω /ˈðe(ŋ) ˈɡzero/  ou /ˈðeŋ ˈkzero/